# François Doumenge
 (décembre 2022).
Si vous disposez d'ouvrages ou d'articles de référence ou si vous connaissez des sites web de qualité traitant du thème abordé ici, merci de compléter l'article en donnant les références utiles à sa vérifiabilité et en les liant à la section « Notes et références ».
François Doumenge, né le 9 octobre 1926 à Viane (Tarn) et mort le 14 juillet 2008 à Nice, est un géographe français, spécialiste de géographie maritime et de l'insularité.
Ses travaux ont porté sur l'océanographie et la socio-économie des pêches thonières, la pêche et l'aquaculture japonaise, l'évolution des archipels de Mélanésie, Polynésie et Micronésie.

## Biographie

### Formation et diplômes
- 1946-1950 : Licence et DES de géographie (Montpellier, Aix) et licence de droit
- 1953 : Agrégation de géographie
- 1966 : Doctorat d'État ès lettres (géographie)

### Carrière
François Doumenge a commencé sa carrière à l'université Paul-Valéry de Montpellier, au département de géographie.
- 1948-1953 : Professeur certifié, Collège Paulhan
- 1953-1957 : Professeur agrégé, Lycée Montpellier
- 1957-1961 : Assistant, Faculté des lettres, Montpellier
- 1961-1966 : Maître-assistant, Faculté des lettres, Montpellier
- 1966-1967 : Chargé d'enseignement, Faculté des lettres, Montpellier
- 1967-1968 : Maître de conférences, université d'Abidjan et université de Montpellier
- 1968-1979 : Professeur titulaire de la chaire de géographie et océanographie tropicale
- 1979-1988 : Professeur titulaire de la chaire d'éthologie et conservation des espèces animales, Muséum national d'histoire naturelle

Durant sa carrière universitaire, il effectua d'autres missions :
- 1967-1970 : Directeur de l'Institut de géographie tropicale de l'Université d'Abidjan, Côte d'Ivoire
- 1971-1973 : Chef de projet FAO-PNUD à l'Agence de développement des pêches dans les îles du Pacifique Sud

Adjoint à l'urbanisme de la municipalité de Montpellier, de 1959 jusqu'en 1977, il lança notamment la création du centre Polygone sous le mandat de François Delmas.
En tant qu'adjoint au maire de Montpellier, François Doumenge s'est vu confier le projet de créer un parc animalier : « le parc zoologique de Lunaret » qui a ouvert ses portes en 1964, avec de vastes enclos séparés du public par des profonds fossés, excluant toutes cages ou clôtures, pour permettre aux animaux de vivre dans un milieu naturel.
Il fut recteur de l'Académie des Antilles et de la Guyane de 1976 à 1979.
Il a été élu en juin 1979 professeur au Muséum national d'histoire naturelle, à la chaire d’éthologie et de conservation des espèces animales dont dépendent entre autres les parcs zoologiques de Vincennes et du Jardin des plantes à Paris, la réserve zoologique de la Haute-Touche dans le parc naturel régional de la Brenne et, à l'époque, le parc zoologique de Clères. Il est appelé également par le Président Jacques Chirac à la présidence de l'Orstom, aujourd'hui IRD, qu'il occupera de 1986 à 1988. 
À cette date il quitte ces fonctions pour diriger le Musée océanographique de Monaco où il succèdera à Jacques-Yves Cousteau de 1988 à 2001, tout en restant professeur émérite au Muséum national d'histoire naturelle.  Il est nommé par ailleurs, de 1988 à 2007, Secrétaire général de la Commission internationale pour l'exploration scientifique de la Méditerranée (CIESM), et est élu en 1988 pour quatre ans président de la Commission de l'écologie de l'Union internationale pour la conservation de la nature lors du Congrès mondial de l'UICN à San Jose, Coasta Rica. Il représente enfin la principauté de Monaco) à la Commission baleinière internationale de 1991 à 1997.

## Distinctions
- Chevalier de l'ordre du Nichan el Anouar, 1961
- Chevalier de l'ordre national du Mérite, 1974
- Officier de l'ordre des Palmes académiques, 1978
- Officier de la Légion d'honneur, 1993
- Officier de l'ordre de Saint-Charles, Monaco, 1993
- Officier de l'ordre du Mérite maritime, 1995
- Commandeur de l'ordre du Soleil levant (3e classe), Japon, 1997

## Publications
- Le Japon et l'exploitation de la mer, Société languedocienne de géographie, Montpellier, 1961.
- Géographie des mers, Presses universitaires de France, 1965.
- L'homme dans le Pacifique Sud (étude géographique), Musée de l'Homme, 1966.
- Actualités de la pêche et de l'aquaculture japonaises, Société languedocienne de géographie, Montpellier, 1975.
- Les Antilles françaises, Presses universitaires de France, 1989, rééd. 1993.
- L'histoire des pêches thonières, ICCAT, Madrid, 1996.
- La pêche en Méditerranée, Cahiers du CERM, Tome 2, 2000